# 프랑스 6인조

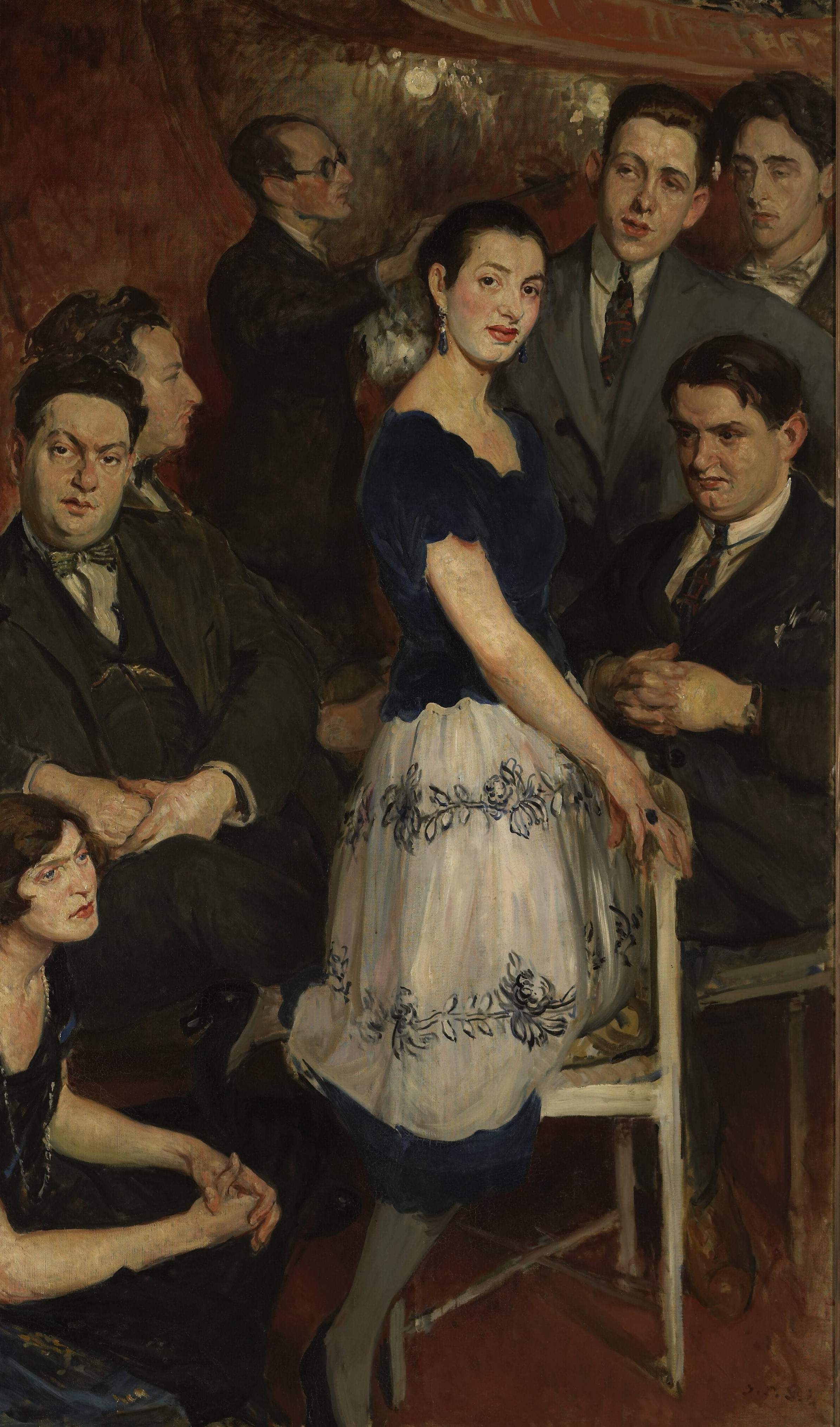

프랑스 6인조(프랑스어: Les Six 레 시스[*])는 프랑스의 비평가인 앙리 콜레(Henri Collet)가 몽파르나스에서 활동하는 작곡가 6명에게 붙인 이름으로, 바그너주의와 인상주의에 반대하는 성향을 띤다. ‘6인조’라는 이름은 러시아 5인조에서 왔다. 6인조의 멤버는 다음과 같다.
- 루이 뒤레 (Louis Durey, 프랑스, 1888 ~ 1979)
- 다리우스 미요 (Darius Milhaud, 프랑스, 1892 ~ 1974)
- 아르튀르 오네게르 (Arthur Honegger, 프랑스, 1892 ~ 1955)
- 조르주 오리크 (Georges Abel Louis Auric, 프랑스, 1899 ~ 1983)
- 제르맨 타유페르 (Germaine Tailleferre, 프랑스, 1892 ~ 1983)
- 프랑시스 풀랑크 (Francis Jean Marcel Poulenc, 프랑스, 1899 ~ 1963)

그들은 아방가르드와 초현실주의를 표방하며 작곡 활동을 같이 했지만 작품은 서로 달랐다.

## 같이 보기
- 러시아 5인조